# Frankenstraße 63 a (Stralsund)

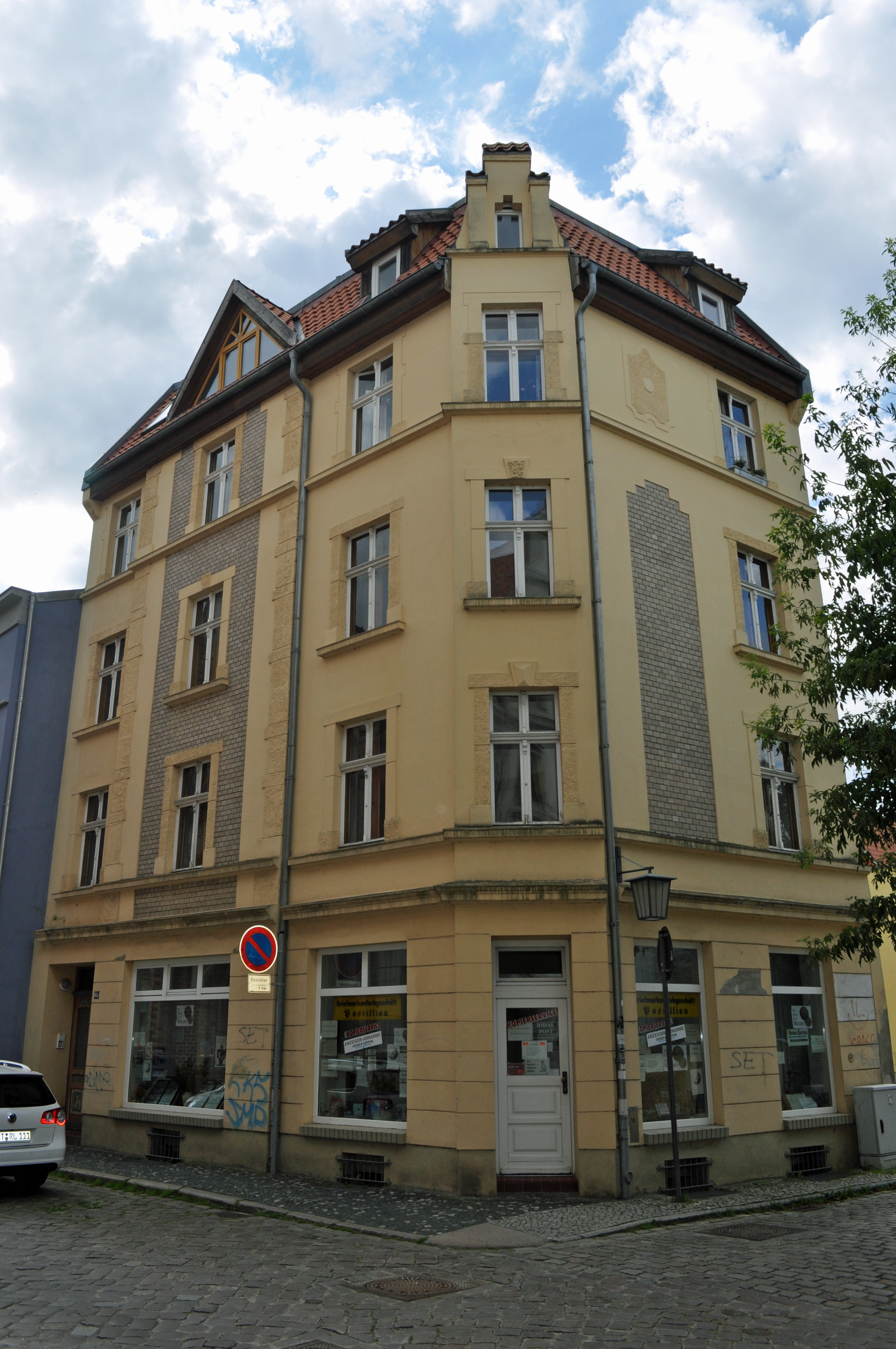
Das Haus Frankenstraße 63 a Stralsund (2011)

Das Haus mit der postalischen Adresse Frankenstraße 63 a ist ein unter Denkmalschutz stehendes Gebäude in der Frankenstraße in Stralsund, an der Ecke zur Jacobiturmstraße.
Das viergeschossige Putzbau wurde in den Jahren 1909 bis 1910 errichtet. Die Fassade weist sowohl verputzte Elemente als auch helle Klinker sowie rustizierte Lisenen und Putzspiegel auf. Die abgeschrägte Ecke wird durch einen Giebel hervorgehoben.
Das Haus liegt im Kerngebiet des von der UNESCO als Weltkulturerbe anerkannten Stadtgebietes des Kulturgutes „Historische Altstädte Stralsund und Wismar“. In die Liste der Baudenkmale in Stralsund aus dem Jahr 1997 ist es mit der Nummer 252 eingetragen.